# ریچارد وینگفیلد
سر ریچارد وینگفیلد (انگلیسی: Richard Wingfield; – ۱ ژانویهٔ ۱۵۲۵) عضو دربار سلطنتی و یکی از مقامات و دیپلماتهای با نفوذ در سال‌های اولیه دودمان تودور انگلستان بود.

## زندگی‌نامه
او در لترینگهام، سافولک به دنیا آمد، پدرش سر جان وینگفیلد (حدود ۱۴۲۸–۱۰ مه ۱۴۸۱) و مادرش الیزابت فیتزلوئیس (حدود ۱۴۳۱–۱۴۹۷) بودند. او یازدهمین پسر از دوازده پسر این خانواده بود. و برادر او همفری وینگفیلد. پدربزرگ و مادربزرگ پدری او سر رابرت وینگفیلد و الیزابت گوسل بودند. او یکی از مالکان عمده در هانتینگتون‌شایر بود و در قلعه کیمبولتون، کمبریج‌شر زندگی می‌کرد.
وینگفیلد در زمان سلطنت هنری هفتم انگلستان، وارد دربار سلطنتی شد. او مدتی پس از سال ۱۴۹۵ با کاترین وودویل ازدواج کرد. کاترین دختر ریچارد وودویل، و ارل ریورز اول و ژاکتا از لوکزامبورگ بود، خواهر الیزابت وودویل، خواهر شوهر ادوارد چهارم انگلستان و بیوه هنری استافورد، دومین دوک باکینگهام بود. و جاسپر تودور، اولین دوک بدفورد. این ازدواج باعث شد تا او با همسر ملکه الیزابت یورک و همسرش هنری هفتم ازدواج کند.
او در سال ۱۵۱۱ به عنوان معاون کاله انتخاب شد. به همراه سر ادوارد پوینینگ و دیگران در سال ۱۵۱۲ برای ترتیب دادن یک اتحادیه مقدس بین پاپ جولیوس دوم، پادشاهی انگلستان و سایر حاکمان اروپایی فرستاده شد.
در سال ۱۵۱۴، وینگفیلد به هلند فرستاده شد تا ترتیب ازدواج بین آرشیدوک چارلز اتریش و پرنسس ماری تودور انگلستان را بدهد تا اتحادی خاندانی بین تودورها و هابسبورگهای در حال ظهور را تضمین کند. اما مأموریت وینگفیلد شکست خورد و ماری تودور در سال ۱۵۱۴ با لوئی دوازدهم فرانسوی ازدواج کرد. وینگفیلد نیز در انجام وظایف خود در کاله مشغول بود، اما در سال ۱۵۱۹ از سمت خود در آنجا استعفا داد و به انگلستان بازگشت.
در سال ۱۵۲۰، وینگفیلد به عنوان سفیر در دربار فرانسوای یکم فرانسه منصوب شد. معروف است که او به ترتیب دادن ملاقات هنری هشتم انگلستان و فرانسیس در میدان پارچه طلا کمک کرده‌است. او دو بار در سال ۱۵۲۱ به دیدار امپراتور کارل پنجم رفت تا او را متقاعد کند که علیه فرانسوای یکم جنگ اعلان نکند.
هنری هشتم او را در سال ۱۵۲۲ عوان شوالیه گارتر به او داد. فردیناند اول، امپراتور مقدس روم، تنها شوالیه دیگری بود که در آن سال خلق شد. وینگفیلد در سال ۱۵۲۴ به عنوان صدراعظم دوک نشین لنکستر منصوب شد. برای خدمات وی زمین‌هایی در سرتاسر پادشاهی انگلستان به وینگفیلد اعطا شد، به ویژه قلعه کیمبولتون که توسط او بیشتر گسترش یافت.

## درگذشت
در سال ۱۵۲۵ وینگفیلد توسط هنری هشتم برای مأموریتی به دربار اسپانیا در تولدو فرستاده شد. او در ۲۲ ژوئیه ۱۵۲۵ در آنجا درگذشت و در کلیسای پادشاه سن خوان به خاک سپرده شد. بیوه او بعداً ابتدا با سر نیکلاس هاروی از ایکورث و در مرحله دوم با سر رابرت تیرویت از کتلبی ازدواج کرد.